# Эхидо-де-Трейнта-и-Трес
Эхидо-де-Трейнта-и-Трес (исп. Ejido de Treinta y Tres) — город на востоке Уругвая, в департаменте Трейнта-и-Трес.

## Население
Население по данным на 2011 год составляет 6 782 человек.
| Год  | Население |
| ---- | --------- |
| 1975 | 2 571     |
| 1985 | 2 995     |
| 1996 | 4 402     |
| 2004 | 6 115     |
| 2011 | 6 782     |

Источник: Instituto Nacional de Estadística de Uruguay